# Svetlana Grankóvskaia
Svetlana Anatólievna Grankóvskaia (en rus Светлана Анатольевна Гранковская) (Khàrkiv, República Socialista Soviètica d'Ucraïna, 22 de febrer de 1976) va ser una ciclista russa especialista en la pista. Va aconseguir quatre medalles d'or als Campionats del Món de Ciclisme en pista, tres en velocitat i una en keirin.

## Palmarès
- 2001
  -  Campiona del Món en Velocitat
- 2003
  -  Campiona del Món en Velocitat
  -  Campiona del Món en Keirin
- 2004
  -  Campiona del Món en Velocitat

### Resultats a laCopa del Món
- 2000
  - 1a a Moscou, en Velocitat
- 2002
  - 1a a la Classificació general i a la prova de Cali, en Velocitat
  - 1a a la Classificació general i a la prova de Cali, en Keirin
- 2003
  - 1a a Moscou, en Velocitat per equips
  - 1a a Moscou, en Keirin
  - 1a a Ciutat del Cap, en Velocitat
- 2004
  - 1a a Moscou, en Velocitat
  - 1a a Moscou, en Velocitat per equips